# Arnold Griller
Arnold Griller (Londres, 1937) est un compositeur britannique.

## Biographie
Arnold Griller naît à Londres dans une famille de musiciens. Il est le fils de Sidney Griller, fondateur et premier violon du célèbre Quatuor à cordes Griller. Sa mère, Honor Linton, est pianiste. Lorsqu'il est enfant, il rencontre les partenaires du quatuor — pianistes, clarinettistes, altistes, hautboïste ou corniste : Myra Hess, Denis Matthews et Clifford Curzon, Frederick Thurston, Reginald Kell et Pauline Juler, William Primrose et Max Gilbert, Léon Goossens et Dennis Brain... et découvre la musique jouée par l'ensemble, notamment de Béla Bartók, Arnold Bax, Arthur Bliss, Ernest Bloch, Darius Milhaud et Edmund Rubbra. Les autres membres du quatuor encouragent le développement de ses études musicales, autant qu'ils favorisent sa culture générale. Il commence son éducation à l'école de violoncelle de Londres avec Alison Dalrymple, puis prend des leçons de piano en privé avec Hilda Dederich. Il étudie également la clarinette avec Arnold Ashby et Pauline Juler, puis la composition avec John Addison, avant d'entrer à seize ans au Royal Manchester College of Music (aujourd'hui Royal Northern College of Music) à Manchester, où il étudie le violoncelle avec Oliver Vella et la composition avec Thomas Pitfield.
En 1954, Arnold Griller rejoint ses parents en Californie — le Quatuor Griller étant en résidence à l'université de Berkeley depuis 1949 — et décide de poursuivre ses études aux États-Unis. Il étudie au Conservatoire de San Francisco, le violoncelle avec Colin Hampton, le piano avec Lillian Hodgehead et la clarinette avec William O. Smith et, à Berkeley, la direction d'orchestre. Griller étudie alors la composition avec Ernest Bloch (associé depuis longtemps au travail du quatuor) et surtout avec Darius Milhaud au Mills College d'Oakland et à Paris. Entre 1958 et 1963, il vit entre Londres, Manchester et Berkeley avant de se fixer à Winnipeg au Canada où il enseigne l'anglais, tout en poursuivant la composition.

## Œuvres
- Symphonie pour huit violoncelles et piano
- Sonate pour piano
- Introduction, Cakewalk et Allegro pour deux pianos
- Octuor
- Ensemble Seventeen (2001)
- Distant Villages : Concerto pour altos, violoncelles, instrument à clavier et percussion (2002, rév. 2011)
- Concerto pour clarinette et orchestre à cordes (2014)

## Discographie
- Musique pour orchestre vol. 1 : Ensemble Seventeen ; Concerto pour clarinette, Distant Villages - Denis Myasnikov, clarinette ; ensemble Musica Viva, dir. Alexander Walker (28 février/5-6 mars 2017, Toccata Classics TOCC0424)
- Musique pour orchestre vol. 2 : Scherzoid (2017) ; Symphony (2003, rév. 2010) ; Introduction, Cakewalk and Allegro for Piano and Orchestra (2011, rév. 2016) ; Rhapsody Concertante (2004) - Emin Martirosian, piano, ensemble Musica Viva, dir. Alexander Walker, Toccata Classics TOCC0460)

## Sources
- (en) Douglas Finch, « Arnold Griller et sa musique », p. 2–11, Londres, Toccata Classics TOCC0424, 2017 (Lire en ligne) .